# مایکل دندریا

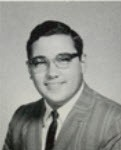
نگارهٔ مایکل دَنْدریا - ۱۹۶۹

مایکل دَنْدریا (به انگلیسی: Michael D'Andrea) یک افسر ارشد سازمان سیا است که در ژوئن ۲۰۱۷ (خرداد ماه ۱۳۹۶) به عنوان مدیر جدید اداره عملیات‌های مخفی سیا در ایران منصوب شد. او در عملیات جستجو و تعقیب اسامه بن لادن و همچنین قتل‌های هدفمند پهپادی آمریکا نقش مهمی برعهده داشته‌است. 

## زندگی شخصی
دندریا در ویرجینیای شمالی بزرگ شده و حدوداً ۶۰ ساله است.  بایگانی‌شده  در ۷ ژوئن ۲۰۱۷ توسط Wayback Machine او با همسرش، فریده کارم‌جی دندریا، در جریان اولین مأموریت خارجی خود در شرق آفریقا آشنا شد و برای ازدواج با او به دین اسلام گروید. فریده، دختر خانواده‌ای ثروتمند در جزیره موریس و با اصالتی گجراتی است و ۱۰ سال از دندریا بزرگتر است. او در مجموعهٔ خانوادگی خود مشغول به کار است؛ شرکتی که در حوزه‌های مختلف مثل تلکام، رسانه، املاک، توریسم، امور مالی و انرژی فعالیت می‌کند. فریده یکی از مدیران ارشد «گروه کارم‌جی» است و شرکت‌های خانوادگی او می‌توانند به عنوان پوششی برای عملیات‌های سیا مورد استفاده قرار گیرند.

## سازمان سیا
دندریا در سال ۱۹۷۹ (۱۳۵۷ شمسی) به سازمان سیا پیوست و در ابتدا به عنوان نیرویی مبتدی در اردوگاه نظامی پیری (در ایالت ویرجینیا) مشغول به خدمت شد. طبق گزارش‌هایی که در دست است، دندریا مأموریت‌های فرا-مرزی خود را در آفریقا آغاز کرد، و به عنوان افسر خدمات خارجی در سفارت ایالات متحده آمریکا در دارالسلام، تانزانیا مشغول به خدمت شد. دندریا سابقهٔ حضور مخفیانه، به عنوان فرماندهٔ عملیات‌های اطلاعاتی سیا در مصر و عراق را در کارنامهٔ خود دارد. دندریا بنا به گزارش‌های موجود، یکی از مقامات سازمان سیا است که در ردگیری نواف الحزمی که بعدها در حملات ۱۱ سپتامبر نقش ایفا کرد، شکست خورده‌است.
دندریا در سال ۲۰۰۶ به سمت ریاست مرکز مبارزه با تروریسم سازمان سیا منصوب و جایگزین رابرت گرنیر شد. دندریا در طول نه سال تصدی این سمت، فرماندهی بیش از صدها مورد از حملات پهپادی آمریکا در پاکستان و یمن را برعهده داشت و برای توجیه و دفاع از این حملات در کنگره ایالات متحده آمریکا حضور می‌یافت. در سال ۲۰۱۵، پس از تقسیمات جدید اداری که توسط جان برنان، ریاست سازمان سیا، انجام شد؛ رهبری برنامهٔ پهپادها به کریس وود منتقل گشت. در طول ریاستش بر مرکز مبارزه با تروریسم بسیاری از خبرنگاران صرفاً با نام رمزی «راجر» به او اشاره می‌کردند. نکتهٔ جالب توجه اینکه، استفاده از چنین نام‌هایی برای مأمورینی که در حال انجام عملیات‌های فرا-مرزی هستند امری معمول است، اما کاربرد این نام برای مقام رسمی‌ای که در داخل کشور حضور دارد موضوعی عجیب و نامعمول می‌باشد.
در طول عملیات جستجو و شکار اسامه بن لادن، دندریا تجزیه و تحلیل فرضیه‌های رقیب را انجام می‌داد تا پیش‌بینی نماید که چه کسانی ممکن است در پناهگاه اسامه بن لادن حضور داشته باشند و در کنار او هدف قرار گیرند.
از جمله فعالیت‌های دیگر دندریا، می‌توان به نظارت بر بازجویی‌های ابوزبیده، عبدالرحیم النشیری و خالد شیخ محمد اشاره کرد که در گزارش مجلس سنای ایالات متحده مصداق «شکنجه» دانسته شده بودند. آنطور که گفته شده، او در ترور عماد مغنیه از فرماندهان ارشد حزب‌الله لبنان در دمشق، سوریه نقش داشته‌است. او بابت حمله به اردوگاه چپمن در خوست افغانستان که منجر به کشته شدن هفت مأمور سازمان سیا توسط یک بمب‌گذار انتحاری گشت، به شدت سرزنش شد.
نام مستعار او «آیت‌الله مایک» است."

## در فرهنگ عمومی
دندریا الهام بخش شخصیت «وُلف» (با بازی فردریک لنه) در فیلم «سی دقیقه پس از نیمه‌شب» به کارگردان کاترین بیگلو بوده‌است.